# Heinz Ritt
Heinz Ritt (* 30. Dezember 1918 in Neukrug, Pommern; † 30. Mai 2010) war ein deutscher Heraldiker.

## Leben
Heinz Ritt war zunächst (1946–1949) als Porzellanmaler in einer kleinen Fabrik in Bad Nauheim tätig. Nach der Schließung der Keramikfirma arbeitete Heinz Ritt als Verwaltungsangestellter und nebenher als freischaffender Kommunal- und Familienheraldiker in Hessen. Sehr schnell erwarb er sich einen guten Ruf und entwarf als freier Mitarbeiter der drei hessischen Staatsarchive über 1000 Wappen, Flaggen und Siegel. Er gilt als Schöpfer der neueren hessischen Kommunalheraldik.
Heinz Ritt war korrespondierendes Mitglied des wissenschaftlich-heraldischen Vereins Herold zu Berlin, Mitglied des 1888 gegründeten Heraldischen Vereins „Zum Kleeblatt“ e. V. in Hannover sowie Ehrenmitglied der Hessischen familiengeschichtlichen Vereinigung e. V. Seit 1985 war er Mitarbeiter der Deutschen Wappenrolle.

## Werke
- Zeichner

Der von Ritt am häufigsten verwendete Wappenschild

  - des Hessischen Wappenbuches (Ortswappen) mit ca. 1000 Kommunalwappen – ein wegweisendes Werk für die Dokumentation kommunaler Heraldik in Deutschland (1957)
  - der Hessischen Wappenrolle (1951–1977)
  - der Wappen bürgerlicher Familien im Deutschen Geschlechterbuch (1955–1978)
- weitere Publikationen im Rahmen der Kommunalwappenserien in der Frankfurter Rundschau (1958–1968)
- Wappen der Familie Eisenhower (ehemaliger US-Präsident)

## Auszeichnungen
- 1970: Bundesverdienstkreuz am Bande
- 1991: Ehrenbrief des Landes Hessen
- 2000: Hessischer Verdienstorden am Bande

## Ausstellungen
- Heraldische Ausstellung im Hessischen Staatsarchiv Marburg mit Folgeausstellungen in Darmstadt und Wiesbaden